# Italienische Kriegsverbrechen in Afrika
Während des Italienisch-Türkischen Krieges 1911 und der Herrschaft des Faschismus (1922 bis 1945) kam es zu Italienischen Kriegsverbrechen in Afrika bzw. Verbrechen gegen die Menschlichkeit. Dazu zählten unter anderem Hinrichtungen (auch Massenhinrichtungen), Deportationen, Zerstörung von Häusern, Vergiftung von Wasserstellen, der Einsatz von Giftgas, Terror und Pogrome.

## Libyen
Am 29. September 1911 erklärte Italien dem Osmanischen Reich den Krieg, um in den Besitz von Libyen zu kommen.
Der Italienisch-Türkische Krieg begann.
Dabei drangen italienische Truppen in Libyen ein. Anders als erwartet begrüßte die einheimische Bevölkerung, die unter der osmanischen Herrschaft relativ unabhängig lebte, die Italiener nicht als Befreier, sondern als feindliche Invasoren. Auch der einflussreiche Sanussiya-Orden, der zuvor mit der osmanischen Verwaltung konkurriert hatte, beteiligte sich am Kampf gegen die Invasoren. Die lokalen Stämme der Araber und Berber zogen sich zusammen mit den wenigen osmanischen Truppen ins Landesinnere zurück. Nach einem blutigen Gefecht bei Sciara Sciat (nahe Tripolis) am 23. Oktober 1911 gingen die italienischen Besatzungstruppen in einem Pogrom gegen die arabische Bevölkerung vor, die sie des Verrats bezichtigte. Dabei wurden innerhalb von fünf Tagen wahllos tausende Araber erschossen, deren Hütten verbrannt und das Vieh beschlagnahmt. Auch in den folgenden Wochen beging die Besatzungsmacht Massenhinrichtungen auf öffentlichen Plätzen und deportierte etwa 4.000 Araber auf Strafinseln wie Tremiti und Ponza. Trotzdem kamen die italienischen Vorstöße in den folgenden Monaten nicht über die Küstenoasen hinaus. Stattdessen musste die Truppenstärke bis auf 100.000 Mann erhöht werden. Am 1. November 1911 warf Leutnant Giulio Cavotti über zwei Oasen bei Tripolis die ersten 2-Kilogramm-Bomben auf lebende Ziele ab. Der Angriff diente keinem militärischen Zweck, sondern geschah im Rahmen der „Vergeltungsaktionen“ gegen die arabische Bevölkerung nach dem Gefecht bei Sciara Sciat.
Der Italienisch-Türkische Krieg endete am 18. Oktober 1912 mit dem Frieden von Ouchy, wodurch das Osmanische Reich die direkte politische Kontrolle über Tripolitanien und der Cyrenaika abtrat.
Zunächst hielt Italien den Küstenstreifen zwischen Zuara und Tobruk unter Kontrolle, während der Rest Libyens durch Rebellen kontrolliert wurde. Mitte 1913 konnte Tripolitanien und Anfang 1914 Fezzan erobert werden. Doch bereits Ende 1914 führte eine erneute Revolte zum Rückzug der Italiener in die Küstenstädte Tripolitaniens. Der geplante Feldzug gegen die Senussi in der Cyrenaica wurde aufgrund des Ausbruchs des Ersten Weltkrieges nicht ausgeführt. Auch hier beschränkte sich die Kontrolle auf die Küstenstädte.
Nach dem Ende des Ersten Weltkriegs konnte Italien wieder vermehrt Truppen in die nordafrikanische Kolonie schicken und dort seine Herrschaft mit militärischen Mitteln bis 1921 wiederherstellen. Die Senussi leisteten den Kolonialherren jedoch weiterhin Widerstand, woraufhin besonders unter dem Diktator Mussolini drakonische Maßnahmen gegen die „Rebellen“ ergriffen wurden.
Ab 1929 kam es verstärkt zu Angriffen der von Umar al-Muchtar geführten Guerillaverbände gegen die Truppen des Gouverneurs Pietro Badoglio. Unter dessen Nachfolger, Rodolfo Graziani, begannen brutale Repressionsmaßnahmen (u. a. Deportationen und Erschießungen), in deren Zug die Kyrenaika wieder unter italienische Kontrolle gebracht wurde. Grazianis Angaben zufolge verloren die Senussi zwischen März 1930 und Dezember 1931 insgesamt 1.641 Kämpfer. Danach ließ Graziani an der Grenze zu Ägypten einen 270 km langen Zaun bauen, um die Versorgung der Senussi mit Waffen, Munition und Lebensmitteln aus Ägypten zu unterbinden. Im September 1931 nahm man Umar al-Muchtar fest.
In einem Schauprozess wurde der Neunundsechzigjährige zum Tode verurteilt und im Konzentrationslager Soluch hingerichtet. Trotz dieses schweren Rückschlages setzten die Senussi-Verbände ihren verlustreichen Kleinkrieg bis 1934 mit wechselndem Erfolg fort. In diesem Jahr verkündete Badoglio die erfolgreiche „Niederschlagung der Rebellion in der Kyrenaika“.

### Unterdrückung
Um etwaige Vorwürfe willkürlicher Erschießungen auszuräumen, richtete die italienische Kolonialmacht militärische Sondergerichte ein. Den Angeklagten (Begünstigung oder Unterstützung von Rebellen) wurde zumeist unter freiem Himmel ein Schauprozess gemacht, der in der Regel mit Todesstrafen endete, die sofort vollstreckt wurden. In einigen tausend Fällen kam es auch zu Deportationen, vor allem im relativ fruchtbaren Bergland der Kyrenaika, wo man auf diesem Weg Platz für italienische Siedler schaffen wollte.
Beim Auszug der einheimischen Bevölkerung starben wegen Wassermangels große Massen des mitgeführten Viehs. Vieh wurde auch von italienischen Kampfflugzeugen aus der Luft angegriffen, um zu verhindern, dass es den Senussi in die Hände fiel. Aus demselben Grund vergiftete man auch die Wasserstellen verschiedener Stämme, mit manchmal dramatischen Auswirkungen für deren Angehörige. Von offizieller Seite begründete man die Deportationen auch mit der Notwendigkeit, die einheimische Zivilbevölkerung von den Widerstandskämpfern zu trennen, um deren Versorgung und Unterstützung zu unterbinden.

### Giftgasangriffe
Das Genfer Protokoll vom 17. Juni 1925 verbot den Einsatz von Giftgas. Diesen Vertrag ratifizierte Italien am 3. April 1928. In Libyen bombardierte die italienische Luftwaffe wiederholt die Zivilbevölkerung mit Giftgasbomben:
- 1924/26: Tripolitanien, Angriffe auf Zeltlager, Vieh und Feldarbeiter
- 6. Januar 1928: Nufilia, Angriff auf Zivilbevölkerung, 10 Phosgenbomben
- 4. Februar 1928: Tripolitanien, 3 Tonnen Senfgasbomben, 36 Zivilisten und 960 Tiere getötet
- 12. Februar 1928: Hon Uaddan, Phosgenbomben
- 19. Februar 1928: Kyrenaika, Wadi Engar, Senfgasangriff, 42 Zivilisten und mehrere hundert Tiere getötet
- März 1929: Zeefran Heleighima, Gasangriff, 300 Kamele und etliche Zivilisten getötet
- 31. Juli 1930: Taizerbo, 24 Senfgasbomben, Zivilisten und Vieh getötet

Nach dem Senfgasangriff auf die Oase Taizerbo wurden die den Senussi heiligen Kufra-Oasen am 26. August 1930 Ziel eines Luftangriffes. Als die Kufra-Oasen am 20. Januar 1931 besetzt wurden, plünderten italienische Soldaten dort drei Tage lang. 142 Senussi wurden ermordet, 50 Frauen vergewaltigt. Die aus der Stadt fliehenden Widerstandskämpfer und ihre Familien wurden aus der Luft mit Maschinengewehren angegriffen. Viele verdursteten in der Wüste, nur kleine Trupps Überlebender erreichten nach einem mehrwöchigen Todesmarsch Ägypten und den Sudan. Diese Verbrechen führten zu einem Aufschrei der internationalen Presse.

### Konzentrationslager

Karte von 15 der italienischen Konzentrationslagern des Zweiten Italienisch-Libyschen Krieges

In den italienischen Konzentrationslagern in Libyen, die von 1930 bis 1933 bestanden, wurden die unterworfenen und deportierten Bevölkerungsteile aus Marmarica und dem Djebel al-Akhdar im Zweiten Italienisch-Libyschen Krieg interniert. Damit wollte das faschistische Italien den aufständischen Sanusiya der Cyrenaika unter ihrem Anführer Umar al-Muchtar mit einer genozidalen Kriegführung die Basis entziehen. Etwa ein Viertel der Gesamtbevölkerung der Cyrenaika starb durch die Deportation und Haft.

## Äthiopien

### Abessinienkrieg
Italien setzte im Abessinienkrieg und dessen anschließender Besatzung 1935–1941 Giftgas ein. Der italienische Einmarsch in Äthiopien begann im Oktober 1935. Von Eritrea und Somalia aus griffen italienische Verbände an, die auch Luftunterstützung erhielten. Italienische Luftwaffenverbände bombardierten mehrere äthiopische Städte, darunter auch Aksum. Am 10. Oktober 1935 erfolgte auf Rodolfo Grazianis Befehl ein erster Luftangriff mit Giftgasbomben auf die Stellungen bei Gorrahei. Am 6. Dezember 1935 zerstörten italienische Flugzeuge die Stadt Dese und das dort eingerichtete Zeltlager des Roten Kreuzes.
Nachdem äthiopische Verbände Mitte Dezember 1935 bei einer Gegenoffensive einige Erfolge erzielen konnten, befahl Pietro Badoglio den verstärkten Einsatz von Giftgas. Vom 22. Dezember 1935 bis zum 18. Januar 1936 wurden im Bereich der Nordfront insgesamt 200 Tonnen Giftgas abgeworfen. Im Bereich der Südfront kam es in diesem Zeitraum u. a. zu Giftgasangriffen auf Neghelli und Gogoru, wo u. a. ein schwedisches Feldlazarett getroffen wurde. Im Süden führte Grazianis Offensive am 12. Januar 1936 zu einer größeren Schlacht, bei der 1,7 Tonnen Giftgas zum Einsatz kamen. Auch Badoglio setzte bei seiner Offensive im Norden u. a. in der Tembienschlacht (23. bis 24. Januar 1936) Senfgas ein. Bei dem Angriff auf den Amba Aradan verschoss die italienische Artillerie zahlreiche Arsengranaten. Zwei internationale Beobachter, der polnische Arzt Belau und sein Assistent, wurden danach von italienischen Soldaten gefoltert, weil sie den italienischen Giftgasangriff beim Völkerbund zur Anzeige bringen wollten.
Als die äthiopischen Streitkräfte nach der zweiten Tembienschlacht Anfang März 1936 den Rückzug antraten, befahl Badoglio der italienischen Luftwaffe, die zurückflutenden äthiopischen Verbände aus der Luft zu verfolgen. Hierbei kam im Tacazzè-Tal neben Brandbomben auch Senfgas zum Einsatz. Auch nach der letzten entscheidenden Schlacht von Mai Ceu (heute: Maychew) (31. März 1936) wurden überlebende äthiopische Soldaten aus der Luft am Ashangisee angegriffen, auch mit Senfgasbomben (4. April). Der Negus warf den italienischen Piloten vor, aus Vergnügen auf Soldaten zu schießen, die wegen der Wirkung des Giftgases vorübergehend erblindet waren.
Im Süden ließ Graziani am 8. April 1936 Senfgasangriffe auf Bullaleh, Sassabaneh, Degehabur, Daagamedo, Segag und Birkot fliegen. Die am 15. April gestartete Offensive auf Harar wurde u. a. auch mit Giftgasbeschuss vorbereitet, worüber sich der aus Frankreich stammende katholische Bischof der Stadt in einem Schreiben an seine Vorgesetzten beschwerte.

### Besatzung
Anfang Mai verzögerten die italienischen Truppen ihren Einmarsch in Addis Abeba absichtlich, um nach der Flucht Haile Selassies aus der Hauptstadt den Plünderungen und Übergriffen auf Ausländer keinen Einhalt gebieten zu müssen. Auf diese Weise wollte man der Weltöffentlichkeit beweisen, dass es sich bei den Äthiopiern um ein barbarisches Volk handelte, das man nicht sich selbst überlassen durfte.
Kurz danach befahl Mussolini die sofortige Erschießung aller Äthiopier, die mit einer Waffe in der Hand angetroffen wurden oder sich in irgendeiner Form an Plünderungen beteiligt hatten. 85 Personen wurden kurz nach der Besetzung Addis Abebas nach Schauprozessen erschossen, mindestens 1.500 weitere ohne einen Prozess.
Am 26. Mai 1936 kehrte Pietro Badoglio nach Italien zurück und übergab das Kommando in Italienisch-Ostafrika an Rodolfo Graziani. Äthiopien war zu diesem Zeitpunkt insbesondere im Westen und Süden zum Großteil noch nicht besetzt.
Von den nicht besetzten Gebieten setzten Rebellen den Widerstand gegen Grazianis Kolonialherrschaft fort, was zu dem drakonischen Befehl Mussolinis führte, alle gefangenen Rebellen zu erschießen und die übrigen Aufständischen mit Giftgas zu bekämpfen. Mussolini ermächtigte Graziani, „auf systematische Weise eine Terrorpolitik durchzuführen und die Rebellen und ihre Komplizen in der Zivilbevölkerung auszulöschen“ (Telegramm 8103). Als Rebellenverbände am 28. Juli 1936 Addis Abeba angriffen, kam es in der Stadt zu brutalen Massenverhaftungen durch die Carabinieri. Nach dem gescheiterten Angriff wurden zahlreiche Rebellenführer bzw. so genannte Komplizen erschossen. Im Zuge der Besetzung des restlichen äthiopischen Staatsgebietes kam es zu zahlreichen ähnlichen Fällen. U. a. wurden etliche Dörfer von italienischen Truppen in Brand gesteckt und dabei „Verdächtige“ erschossen. In einem Fall (Giogetti) wurde die gesamte männliche Bevölkerung über 18 Jahren ermordet.
Äthiopien sollte durch eine Strategie des Massenterrors befriedet werden. Anders als an anderen Gewaltschauplätzen des frühen zwanzigsten Jahrhunderts waren Konzentrationslager nicht die zentrale Institution der Verfolgung. Angehörige des Widerstandes wurden nach der Gefangennahme exekutiert und nur ein paar Hundert Mitglieder der Aristokratie erhielten eine Chance zum Überleben in Gefängnissen. In Eritrea und Somalia entstand je ein Straflager für politische Gefangene.
Als es am 19. Februar 1937 in Addis Abeba zu einem Anschlag auf Rodolfo Graziani kam, befahl man umgehend harte Repressalien. Alle Äthiopier, die sich zum Zeitpunkt des Anschlags in Grazianis Umgebung aufgehalten hatten, wurden erschossen. In der Stadt kam es zu wahllosen Übergriffen auf äthiopische Zivilisten, die dabei häufig auf brutale Art und Weise getötet wurden. 700 Personen, die sich in die britische Botschaft geflüchtet hatten, wurden umgebracht, als sie kurze Zeit danach wieder in ihre Häuser zurückkehren wollten. Häuser (Tukuls) und auch äthiopische Kirchen gingen in Flammen auf. Auch im Übrigen Land kam es auf Grund von Befehlen Grazianis und Mussolinis zu grausamen Repressalien. Insgesamt starben ca. 30.000 Männer, Frauen und Kinder. In Debre Libanos brachten italienische Soldaten u. a. alle Mönche des örtlichen Klosters um, weil man sie verdächtigte, den abessinischen Widerstand zu unterstützen. Insgesamt starben beim Massaker von Debre Libanos etwa 1.600 Menschen.
Die Übergriffe und Massaker an der äthiopischen Zivilbevölkerung ebbten erst Ende 1937 ab, als Graziani durch den Herzog von Aosta abgelöst wurde.
Die äthiopische Regierung ging nach Kriegsende von mehr als 730.000 Ermordeten aus, italienische Historiker schätzen, dass dem italienischen Kolonialismus zwischen 1887 und 1941 mehr als 300.000 Menschen zum Opfer fielen. Die Journalistin Fiamma Nirenstein kritisierte vor Jahren die Verdrängung der faschistischen Kriegsverbrechen in Afrika zugunsten der sogenannten nationalen Aussöhnung. Der Historiker Angelo Del Boca warf Nachkriegsitalien vor, ein Auskommen mit den Diktatoren in Libyen, Somalia und Äthiopien gesucht zu haben. Unterlassen wurde aber bisher die Anerkennung der Kriegsverbrechen und eine entsprechende Wiedergutmachung.

### Konzentrationslager
Mit dem KZ Danane und dem KZ Nocra betrieb das faschistische Italien zwei Konzentrationslager in der ehemaligen Kolonie Italienisch-Ostafrika. Insbesondere das Lager Nocra auf der Insel Nakura im heute eritreischen Dahlak-Archipel ist bis in die Gegenwart ein Thema in der Geschichtswissenschaft. Das Lager galt mit seiner Sterberate von 58 % als besonders grausam und kann dem britischen Historiker Ian Campbell (2017) zufolge als Todeslager bezeichnet werden. Auch der italienische Historiker Angelo Del Boca (2004) bezeichnet Nocra als „Vernichtungslager“. Insassen wurden bei Temperaturen von teilweise 50 °C zu schwerer körperlicher Zwangsarbeit gezwungen, unter anderem für den Mineralölkonzern Agip. Bezüglich des KZ Danane äußert Campbell, dass Danane zwar nicht als Vernichtungslager konzipiert worden war, es aber dennoch aufgrund seiner schrecklichen Haftbedingungen zum Grab für tausende von unschuldigen äthiopischen Männern, Frauen und Kindern wurde.
Beide Lager wurden im Zweiten Weltkrieg, im Ostafrikafeldzug der Alliierten, von englischen Truppen befreit.

### Gasangriffe
- 22. Dezember 1935: Dembenguinà, Tacazzè, 6 Senfgasbomben (8º und 9º Stormo)
- 23. bis 27. Dezember 1935: insgesamt 60 Senfgasbomben
- 2. bis 4. Januar 1936: u. a. Sokotà, 58 Senfgasbomben (8º und 9º Stormo)
- 5. bis 6. Januar 1936: Abbi Addi, 45 Gasbomben
- 12. bis 19. Januar 1936: insgesamt 76 Gasbomben
- 23. Dezember 1935 bis 23. März 1936: Gevà, Tacazzè, Quoram, insgesamt 991 Gasbomben
- 24. Dezember 1935: Areri, 17 Senfgasbomben, 1 Phosgenbombe
- 30. Dezember 1935: Degehabur, Sassabanech, Bullaleh, 71 Gasbomben
- 12. Januar 1936: Ganale, 6 Senfgasbomben, 18 Phosgenbomben
- 25. Januar 1936: 10 Senfgasbomben
- 16. bis 25. Februar 1936: 10 Senfgasbomben, 92 Phosgenbomben
- März 1936: insgesamt 158 Giftgasbomben
- 8. April 1936: Sassabanech, Degehabur, 13 Giftgasbomben
- 20. April 1936: 12 Giftgasbomben
- 27. April 1936: Sassabaneh, Bullaleh, 90 Phosgenbomben
- Weitere Giftgasangriffe bis Ende 1937

### Ausbleibende Strafverfolgung
Im Jahr 1943 richtete die zivilisierte Welt die internationale Kommission zur Untersuchung von Kriegsverbrechen der Achsenmächte (UNWCC) ein. Vor dem Hintergrund der Nürnberger und Tokioter Prozesse strengte das Kaiserreich Äthiopien ein internationales Tribunal zur Aburteilung der italienischen Kriegsverbrecher an. So sollten unter anderem der Angriffskrieg unter Verstoß gegen den Briand-Kellogg-Pakt, die willkürliche Hinrichtung von unbeteiligten Zivilisten, die systematische Gaskriegführung, die Behandlung der Kriegsgefangenen, das Pogrom in Addis Abeba vom Februar 1937, das Massaker in der Klosterstadt Debra Libanòs und die Zerstörung der natürlichen Lebensgrundlagen von Zivilisten angeklagt werden. Dazu war in einem ersten Schritt von Äthiopien die Dokumentation La Civilisation de l'Italie fasciste en Ethiopie erstellt worden. Auf britisches Betreiben sah die Kommission davon ab, anders als im Tokioter Prozess Gewaltverbrechen vor 1939 zu untersuchen.
Im Pariser Friedensvertrag von 1947 verpflichtete sich Italien, Kriegsverbrecher nach der Maßgabe der Nürnberger Prozesse vor Gericht stellen zu lassen und Reparationszahlungen in Höhe von 25 Millionen US-Dollar zu leisten. 1948 überreichte Äthiopien Beweismaterial gegen führende Exponenten an die UNWCC, die sich bereit erklärte, die folgenden acht Beschuldigten auf die Kriegsverbrecherliste zu setzen:
- Marschall Pietro Badoglio, ehemaliger Oberbefehlshaber in Ostafrika
- Marschall Rodolfo Graziani, Kommandeur der Südfront und Vizekönig von Italienisch-Ostafrika
- Guido Cortese, Führer der faschistischen Partei in Addis Abeba
- General Guglielmo Nasi, Gouverneur von Harrar
- General Alessandro Pirzio Biroli, Gouverneur von Amhara
- General Carlo Geloso, Gouverneur von Galla und Sidama
- General Sebastiano Gellina
- General Ruggero Tracchia

Da Italien die Beschuldigten nicht an das UNWCC auslieferte und sich auch bilateralen Vorschlägen für Prozesse verweigerte, musste sich keiner der großen und vielen kleinen italienischen Täter vor irgendeinem Gericht für die in Äthiopien begangenen Verbrechen verantworten. Die Sabotage eines „afrikanischen Nürnberg“ trug dazu bei, dass die faschistische Diktatur nie als das brutale Massentötungsregime ins Gedächtnis der Europäer einging, das sie war.

## Filme
- Fascist Legacy, UK (BBC) 1989, 2x50 Minuten, Regie: Ken Kirby; Historische Berater: Michael Palumbo (Fascist Legacy)
- Die Südtiroler in Mussolinis Abessinienkrieg 1935–1941, Italien (RAI – Sender Bozen) 2009, 27 Minuten, Regie: Franz J. Haller & Gerald Steinacher (Online auf Youtube)